# Carina Burman

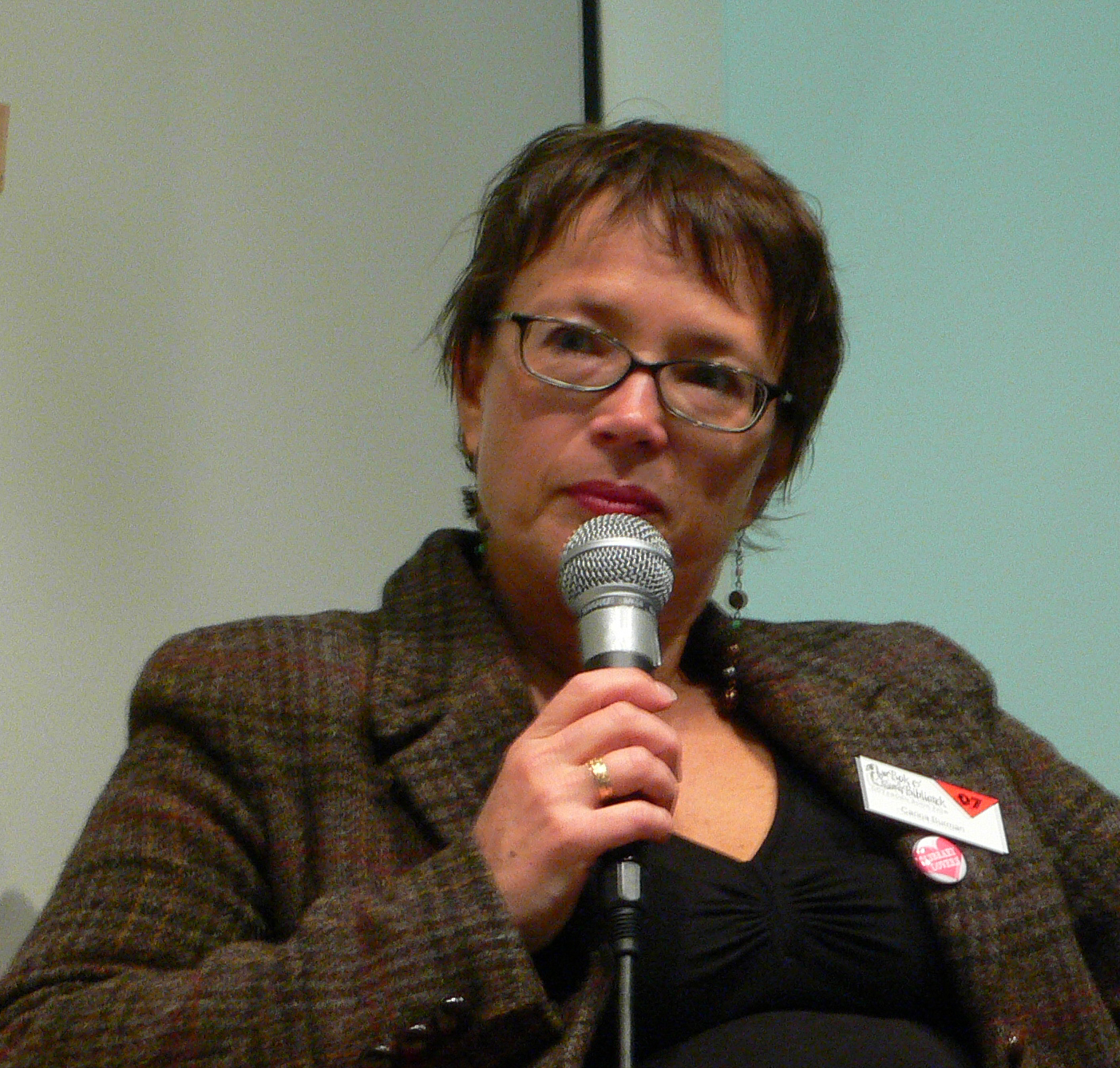
Carina Burman (2007)

Carina Burman (* 1960) ist eine schwedische Schriftstellerin und Literaturwissenschaftlerin.

## Leben und Werk
Carina Burman studierte Geschichte, Komparatistik, Anglistik und skandinavische Sprachen und schrieb ihre Doktorarbeit über den im 17. Jahrhundert lebenden Dichter Johan Henrik Kellgren. 
Burman arbeitet als Dozentin für Literaturwissenschaft an der Universität Uppsala. 
Eine Ergänzung der Dissertation ist ihr 1993 erschienener historischer Roman Min salig bror Jean Hendrich (Mein seliger Bruder Jean Hendrich). Darin verarbeitete sie Material, das sie für ihre wissenschaftliche Arbeit nicht verwenden konnte. Ihr Roman hat zwei Berichterstatter, Johan Henrik Kellgrens Bruder und Landpfarrer Jonas sowie seine Geliebte Hedda. Burman vermerkt: „Die Zweifel, die über die Echtheit dieses Manuskriptes herrschen, lassen eine Populärausgabe ratsamer erscheinen“ und „kokettiert [auf diese Weise] mit dem Status des gefälschten historischen Manuskripts“.
In ihrem 1996 erschienenen Roman Den tionde sånggudinnan (Die zehnte Göttin des Gesangs) werden drei Frauenschicksale in Uppsala um 1910 erzählt. Im Mittelpunkt steht die Literaturdozentin Elisabet Gran, die ihrem Professor beweisen will, dass weiterhin Neues in noch unbekannten alten Handschriften zu entdecken sei. Sie begibt sich auf die Suche nach Briefen der schwedischen Schriftstellerin Sophia Elisabeth Brenner (1659–1730), die für die Gleichberechtigung der Frau auf geistigem Gebiet eintrat. Gleichzeitig gab Burman eine Edition von Brenners Briefen heraus und veröffentlichte 2001 eine Brenner-Biografie.
Burmans dritter Roman (1998) Cromwells huvud. Antropologisk komedi (Cromwells Schädel) ist eine skurrile Komödie über das College-Leben und spielt im zeitgenössischen Cambridge. Sie schrieb auch einige historische Romane. 
Zusammen mit ihrem Mann Lars Burman gab sie eine literaturwissenschaftliche Ausgabe der Gedichte von Erik Gustaf Geijer heraus. Sie schrieb unter anderem über das Leben und Werk der „finnischen Sappho“ Catharina Charlotta Swedenmarck und verfasste eine Biografie der Literaturkritikerin und Essayistin Klara Johanson.
Sie erhielt zahlreiche Preise und Auszeichnungen und ist unter anderem Mitglied der Bellman-Gesellschaft, der Kungliga Vetenskapssamhället in Uppsala, des Clare College in Cambridge und korrespondierendes Mitglied der Gesellschaft der schwedischen Literatur in Finnland.
Burman lebt in Stockholm. Sie ist seit 1983 mit dem Literaturwissenschaftler Lars Burman verheiratet. Das Paar hat drei Kinder.

## Auszeichnungen
- 1989: Svenska Akademiens gustavianska stipendium
- 2001: Lundequistska bokhandelns litteraturpris
- 2002: Tegnér-Preis
- 2007: Lotten-von-Kræmer-Preis (Samfundet De Nio)
- 2008: Birger Schöldströms pris (Svenska Akademien)
- 2021: Schückska priset

## Schriften
schwedische Originalausgaben

### Romane
- Min salig bror Jean Hendrich (1993)
- Den tionde sånggudinnan (1996)
- Cromwells huvud. Antropologisk komedi (1998)
- Hammaren (1999)
- Islandet (2001)
- Babylons gator. Ett Londonmysterium (2004)
- Vit som marmor. Ett romerskt mysterium (2006)
- Hästen från Porten. Ett österländskt äventyr (2008)
- Kärleksroman (2009)

### Sachbücher (Auswahl)
- Västgöten Johan Henric Kellgren (1987)
- Tage Danielsson, Tegnér och traditionen (2003)
- Den finländska Sapfo. Catharina Charlotta Swedenmarcks liv och verk (2004)
- K.J. - En biografi över Klara Johanson (2007)
- Djävulspakten. Gösta Ekmans liv och konstnärskap (2011)
- Folk jag aldrig mött (2011)

deutschsprachige Ausgaben/Romane
- Die zehnte Göttin des Gesangs. Aus dem Schwedischen von Gisela Kosubek. Kiepenheuer, Leipzig 1998, ISBN 3-378-00610-2
- Cromwells Schädel. Aus dem Schwedischen von Jörg Scherzer. Deutsche Verlagsanstalt, Stuttgart und München 2000, ISBN 3-421-05214-X